# Pietro Galter

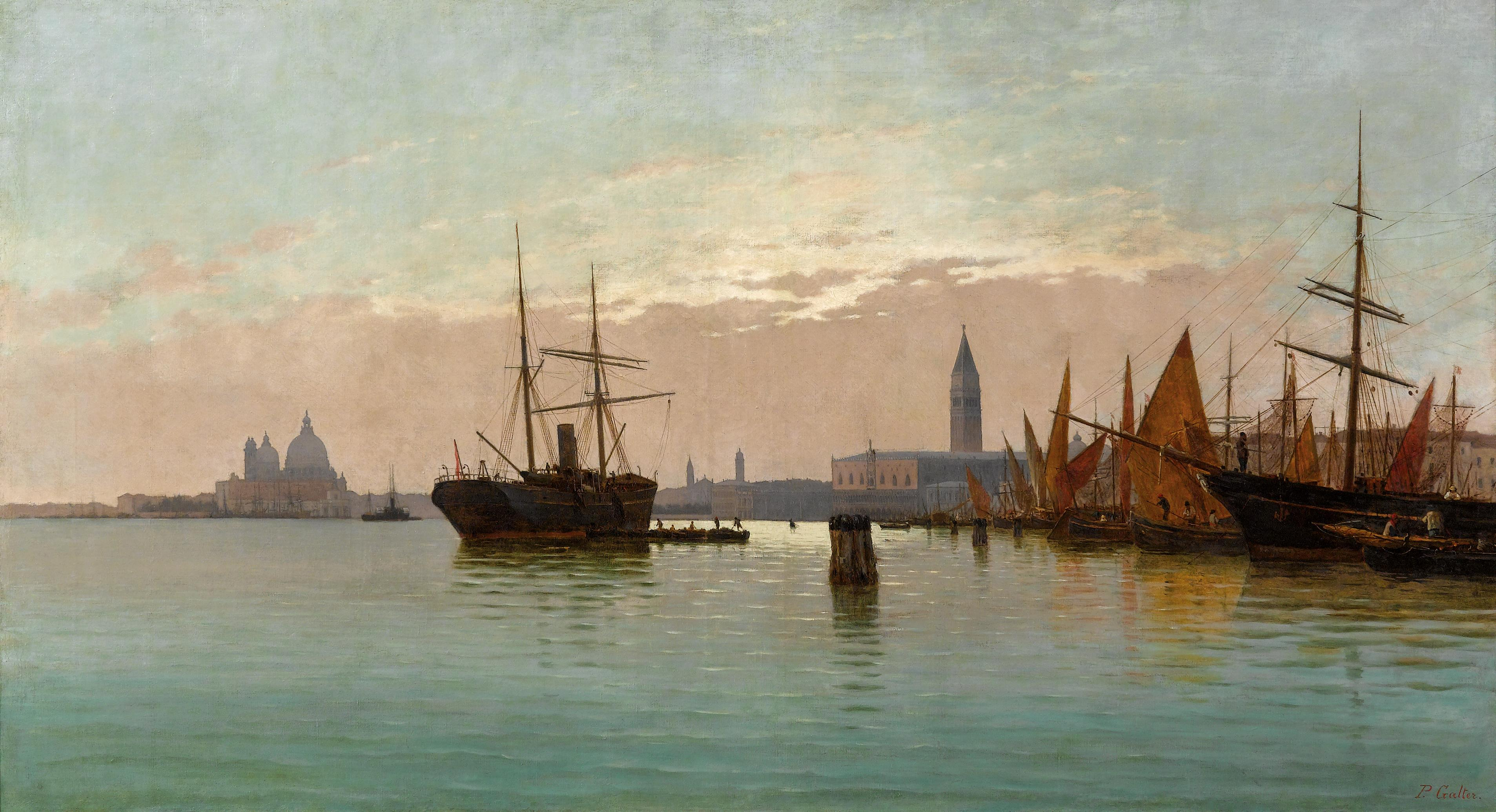
Entrée au Grand Canal

Pietro Galter, né en 1840 à Venise et mort en 1901 à Florence, est un peintre italien connu pour ses vedutes marins.

## Biographie
Il naît à Venise mais meurt à Florence. Il commence ses études à l' Académie des beaux-arts de Venise. En 1881, il expose à la Permanente de Milan : Sylla laguna . En 1883, il expose à l'Esposizione Internazionale de Rome : Pescatori in laguna. En 1887, il expose à Venise : Montagna ; Zoldo ; Venezia dai giardini ; Canal de la Giudecca. Les dessins de Pietro Galter sont souvent réalisés à l'aquarelle,.